# احمد ترجانی‌زاده
احمد ترجانی زاده (زاده ۱۲۸۰ - درگذشته مهر ۱۳۵۹) استاد دانشگاه، پژوهش‌گر ادبیات و مترجم ایرانی است. نسبِ احمد ترجانی زاده به خاندان قزلجی بوکان برمی‌گردد.

## زندگی‌نامه
احمد ترجانی زاده در خرداد سال ۱۲۸۰ خورشیدی در شهر مهاباد به دنیا آمد. او برای تحصیل وارد مدرسه خانوادگی خودشان شد که زیر نظر برادر بزرگ ترش ملا محمد ترجانی اداره می‌شد. بعد از آن مشغول فرا گرفتن حساب و هندسه جدید و قسمتی از جبر، مقابله، فیزیک، شیمی، زبان انگلیسی و فرانسه شد. از سن بیست و دو سالگی تا سی و چهار سالگی جز تدریس و تعلیم طلاب علوم دینی شغل دیگری نداشته و یک سال در اداره فرهنگ ارومیه و چهار سال در مشهد و یک سال در آذربایجان شرقی و سپس تا خرداد ماه سال ۱۳۲۷ در تهران شغل دبیری و دانشیار ی دانشگاه را داشت. پس از آن به سمت استادی دانشگاه تبریز منصوب شد و تا سال‌های آخر حیات، استاد دانشکده ادبیات و علوم انسانی این دانشگاه بود و سرانجام در دوم مهر ماه سال ۱۳۵۹ خورشیدی برابر با سال ۱۴۰۱ قمری در تبریز در گذشت.

## خانواده
جد او، ملّا علی ترجانی زاده، مردی روشنفکر و آگاه به مسائل دینی و علوم قدیمه بود که به انگیزه تربیت نسل جوان در روستای ترجان (از توابع سقز) مدرسه بزرگی تأسیس کرد.

## خاطرات کودکی
احمد ترجانی زاده در مورد دوران کودکی خود می‌گوید: «در خانواده ما همیشه صحبت از علم و دانش و شعر و ادب و هنر بوده؛ بنابر این علم و دانش در خانواده ما در اولویت قرار داشته است. من در کودکی به مکتب مدرسه خودمان می‌رفتم و با شوق و رغبت بسیار در مشاعره‌ها، مجالس سخنان شیرین و حل معمّاها ی پیچیده شرکت می‌کردم. در مدّت کوتاهی طلبگی را در همان مدرسه تمام کردم. این را هم بگویم که علّامه محمد قزلجی رئیس مدرسه ترجان در ایران و عراق به عنوان مردی بلیغ، فصیح و دانشمند آوازه داشت و حاشیه بر کتب مختلف نوشته است. خیلی از علما به این مسئله افتخار می‌کنند که نزد این علامه بزرگوار تحصیل کرده‌اند. چهارده ساله بودم که پدرم ملّا حسین ترجانی زاده وفات یافت. برادرم جای او را گرفت و تربیت مرا به عهده گرفت. او رهبر و راهنما و استاد من بود.»

## تحصیلات رسمی و حرفه‌ای
احمد ترجانی زاده در مورد تحصیلاتش چنین نقل کرده که «من به حکم قانون توارث، از اوان کودکی با عشق و علاقهٔ تمام به مکتب می‌رفتم و در مشاعره و نکته بازی‌ها و لطیفه گویی‌های مکتب با حرص و ولع و شور و التهابی عجیب شرکت می‌کردم .» او ابتدا تحت تعلیم پدر و سپس برادر خود، محمد قزلجی قرار گرفت و مراتب علمی را طی نمود.

## استادان و مربیان
از جمله استادان احمد ترجانی زاده، می‌توان به پدرش ملا محمدحسین و برادر بزرگش محمد قزلجی اشاره کرد.

## زمان فوت
احمد ترجانی زاده در مهرماه ۱۳۵۹ خورشیدی درگذشت.

## مشاغل و سمت‌های مورد تصدّی
احمد ترجانی زاده در سال ۱۳۱۵ شمسی به استخدام وزارت فرهنگ درآمد و در شهرهای ارومیه، تبریز، مشهد، بندر انزلی و تهران با سمت دبیری به تدریس پرداخت. وی در سال ۱۳۲۷ به دانشگاه تبریز انتقال یافت و در سال ۱۳۲۹ از دبیری به مرتبه دانشیاری و در سال ۱۳۴۹ از دانشیاری به مرتبه استادی ارتقا پیدا کرد.

## جوائز و نشان‌ها
احمد ترجانی زاده در سال ۱۳۵۳ خورشیدی، به پاس خدمات علمی و پژوهشی، به دریافت لوح استاد ی ممتاز دانشگاه تبریز نایل آمد.

## چگونگی عرضه آثار
آثار او بیشتر به زبان فارسی و عربی است؛ امّا به زبان کردی سلسله مباحثی را در ۱۳۳۰ تا ۱۳۳۵ نوشته و از رادیو تبریز توسط علی تابانی و واثق باالله اجرا و پخش می‌شد. آن سلسله مطالب عبارت بودند از:
زندگی و آثار نوابغ کرد بیتوشی، مفتی زهابی، نالی، محوی، مولوی کرد، حاجی قادر، وفایی

## آثار و ترجمه‌ها
| - تاریخ ادبیات عرب از دوره جاهلیت تا عصر حاضر - چهرهای روشن و دلگشا (مقاله فارسی) - ذکری بزرجمهر - رساله الحذف ترجمه التصوف فی الاسلام عمرفروخ - القصه فی الادب الفارسی نوشته امین عبدالمجید بدوی - معجزات قرآن - تفسیر جزء عم و شگفتی‌های آفرینش - شرح معلقات سبع |

سعدی الشیرازی شاعرالانسانیه نوشته دکترمحمدموسی هنداوی